# Разлив (приток Мокрой Сабли)
Разлив (устар. Большая Вонючка) — река в России, протекает по Александровскому району Ставропольского края. Устье реки находится в 33 км от устья Мокрой Сабли по левому берегу. Длина реки составляет 13 км, площадь водосборного бассейна — 48,7 км².
Протекает через село Садовое. Имеет левый приток, речку Другая. Высота устья — 345 м над уровнем моря.

## Данные водного реестра
По данным государственного водного реестра России относится к Западно-Каспийскому бассейновому округу, водохозяйственный участок реки — Кума от Отказненского гидроузла до города Зеленокумск. Речной бассейн реки — Бессточные районы междуречья Терека, Дона и Волги.
Код объекта в государственном водном реестре — 07010000712108200002085.